# تمرد جليغوفسكي

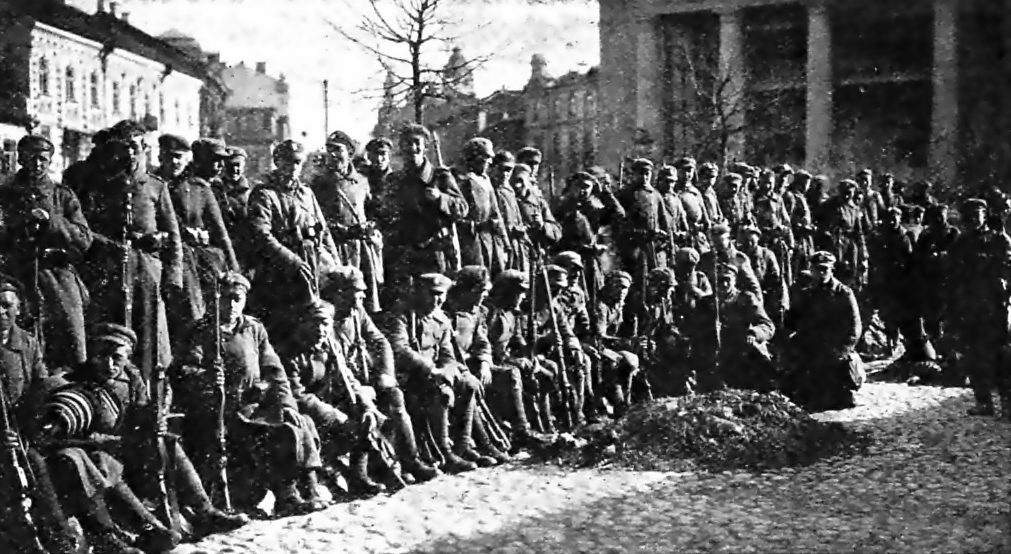
جنود بولنديون في فيلنيوس عام 1920

تمرد جـَليغوفسكي (بالبولندية: Bunt Żeligowskiego) تمرد مصطنع بقيادة الجنرال البولندي لوتسيان جليغوفسكي في أكتوبر 1920، أسفر عن تأسيس جمهورية ليتوانيا الوسطى التي لم تعمر طويلاً. أمر رئيس الدولة البولندي يوزف بيوسودسكي جـَليغوفسكي خلسة بتنفيذ العملية، وقد كشف الحقيقة بعد عدة سنوات. مهدت هذه العملية الطريق للبولنديين لضم فيلنيوس، وإقليم فيلنيوس بعد ذلك بعامين.